# Olof Månsson
Olof Månsson, död efter 1648, var en man som anklagades för häxeri och djävulspakt under drottning Kristinas regeringstid. Hans fall uppfattas som principiellt viktigt.
Olof Månsson från Nyköping erkände år 1648 att han skriftligen hade försvurit sig till Satan. Han hade kopierat ett redan använt djävulskontrakt för att visa upp det som kuriosa, och han ångrade sig och bad om nåd.
Hovrätten kunde inte enas om domen utan förde vidare domen till drottning Kristina, som i sin tur bad om råd från teologerna i form av biskopen i Strängnäs och kyrkoherden i Stockholm. Prästerna svarade att den anklagade förtjänade att dö och att drottningen kunde låta avrättningen gå i verkställighet om hon så önskade. Om hon av någon anledning ville frikänna honom, så fanns det argument också för det: visserligen var Olof Månsson en "vidrig avgudadyrkare", men det var också katoliker, ateister, alkoholister och människor som förnekade Gud, tillbad träd och djur, tillbad sin buk eller pengar genom att äta för mycket eller vara giriga, och man kunde inte avrätta dem alla. Alltså kunde Hennes Majestät antingen avrätta honom eller frikänna honom, och det skulle gå bra i vilket fall. Kristina valde att sänka straffet till kyrkoplikt.
Häxprocesser var ovanliga under drottning Kristinas regeringstid. 